# Mantispa javanica
Mantispa javanica är en insektsart som beskrevs av John Obadiah Westwood 1852. Mantispa javanica ingår i släktet Mantispa och familjen fångsländor. Inga underarter finns listade i Catalogue of Life.